# Loripes lucinalis
Loripes lucinalis is een tweekleppigensoort uit de familie van de Lucinidae. De wetenschappelijke naam van de soort werd in 1818 voor het eerst geldig gepubliceerd door Jean-Baptiste de Lamarck.

Rechter klep
Linker klep

var. leucoma

Rechter klep
Linker klep